# 3微米制程

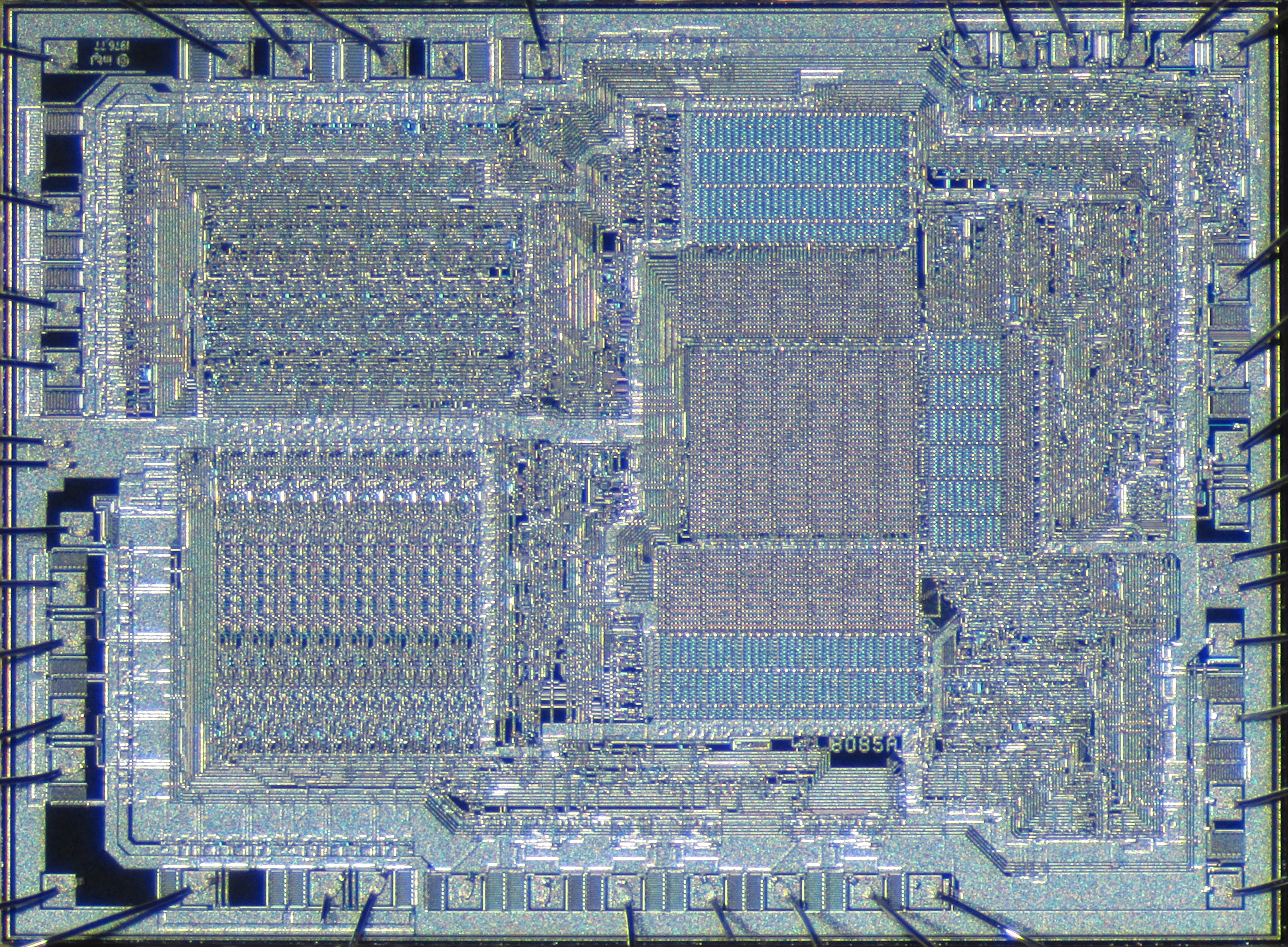
英特尔的半导体制造制程

3 µm制程是半导体制造制程的一个水平，大约于1977年左右达成。 这一制程由当时领先的半导体公司如英特尔所完成。

## 具有3微米制程的产品
- 于1977年推出的Intel 8085CPU使用这个制程。[1]
- 于1978年推出的Intel 8086CPU使用这个制程。[3]
- 于1979年推出的Intel 8087CPU使用这个制程。[3]